# Josef Bazala (manažer)
Josef Bazala (* 29. února 1956) je český manažer, od května 2005 do ledna 2008 generální ředitel a předseda představenstva Českých drah, od prosince 2007 do června 2010 generální ředitel a předseda představenstva v jejich dceřiné společnosti ČD Cargo.

## Vzdělání
V roce 1980 ukončil studium na Vysoké škole dopravní v Žilině (nynější Žilinská univerzita), obor Provoz a ekonomika železniční dopravy.

## Kariéra
V roce 1981 nastoupil k Československým státním drahám, kde vykonával různé funkce, mj. pracoval jako výpravčí. V roce 1993 byl jmenován vrchním ředitelem Obchodně-provozní divize Českých drah (ČD) a v roce 1995 krátce zastával funkci generálního ředitele tohoto podniku. Poté ČD opustil a od roku 1996 začal působit ve spediční společnosti SPEDI-TRANS Praha, s.r.o. Od 17. prosince 1996 byl držitelem vlastnického podílu v této firmě, od 12. června 1997 pak také jejím jednatelem. K 19. březnu 2003 se však vzdal této funkce, prodal i podíl ve firmě a nastoupil zpět na ČD, kde zastával funkci 1. náměstka generálního ředitele a člena představenstva. V květnu 2005 se stal generálním ředitelem ČD. Tuto funkci vykonával až do 1. února 2008, kdy jej nahradil Petr Žaluda, a sám Bazala se stal generálním ředitelem a předsedou představenstva společnosti ČD Cargo (ČDC). Předsedou představenstva ČDC již přitom byl od 1. prosince 2007 (tedy od založení společnosti), po krátkou dobu tedy vykonával stejnou funkci u mateřské (ČD) i dceřiné (ČDC) společnosti.
Na valné hromadě společnosti ČDC, která se uskutečnila 16. června 2010, byl Bazala společně s celým představenstvem odvolán. Důvodem odvolání bylo údajné špatné hospodaření firmy a špatná spolupráce s mateřskou společností. Odvolaný Bazala však tyto důvody odmítl a ztrátové hospodaření zdůvodnil světovou ekonomickou krizí. Následně byla pracovní pozice generálního ředitele ČDC zrušena a Bazala byl z ČDC propuštěn pro nadbytečnost. Podle Bazaly však stanovy společnosti uvedený postup neumožňují.

## Kontroverze
- V srpnu 2006 podepsal Josef Bazala za České dráhy spornou smlouvu se společností Masaryk Station Development, která bezúplatně získala časově neomezené právo koupit za maximálně 900 milionů korun lukrativní pozemky ČD v lokalitě Masarykovo nádraží.[9][10]
- V letech 2007-2008 byl Bazala některými médii nepřímo obviněn z přelévání zisků z ČD Carga do firmy SPEDI-TRANS Praha (resp. její mateřské společnosti Čechofracht), kterou dříve spoluvlastnil.[11][12]